# Helena Žigon
Helena Žigon slovenska maratonka, * 13. april 1928, Žiri, Slovenija, † 30. julij 2020. 
Helena Žigon je najstarejša slovenska tekačica, ki je pretekla vse Ljubljanske maratone.

## Zgodnja leta in prvi maraton
Dva meseca stara se je z očetom preselila iz Žirov v Ljubljano, kjer je naprej živela pri starih starših, kasneje pri mačehi. Leta 1945, stara 17 let, je nekoč na poti domov iz službe videla kros v ljubljanskem Tivoliju, se ga udeležila in zmagala.

## Pozna leta
Helena je sodelovala na vseh pomembnejših maratonih tudi v svojih poznih letih. Najbolj znana je njena udeležba na vseh ljubljanskih maratonih in na 1. Istrskem maratonu, na katerem je točno na svoj 86. rojstni dan pretekla vseh 21 km polmaratona.